# Rapale
Rapale település Franciaországban, Haute-Corse megyében. Lakosainak száma 162 fő (2022. január 1.). Rapale Saint-Florent, Piève, Murato, Oletta, Olmeta-di-Tuda, Santo-Pietro-di-Tenda és Vallecalle községekkel határos.

## Népesség
A település népessége az elmúlt években az alábbi módon változott:
| Lakosok száma | 122  | 108  | 102  | 151  | 148  | 150  | 151  | 158  | 160  | 162  |
|               | 1968 | 1982 | 1990 | 2006 | 2013 | 2015 | 2017 | 2019 | 2020 | 2022 |